# Oshkosh M-ATV
El Oshkosh M-ATV es un vehículo blindado de combate MRAP desarrollado por la Corporación Oshkosh de Oshkosh, Wisconsin. Está diseñado para ofrecer los mismos niveles de protección que el modelo anterior de MRAP el cual era más grande y pesado, pero mejorando la movilidad y es el sustituto del HMMWV.

## Características
El M-ATV utiliza el chasis MTVR, la suspensión TAK-4 y el casco blindado desarrollado por Plasan para la Northrop Grumman JLTV. Dicho casco en forma de V ofrece protección para los ocupantes frente ataques con IED, además de que el sistema Run Flat de inflado de neumáticos permite que el M-ATV pueda viajar por lo menos 30 millas a 30 mph incluso si dos neumáticos pierden presión. El vehículo también puede continuar la marcha durante un kilómetro a pesar de recibir una ráfaga del 7,62 mm en el aceite de motor, el refrigerante o bien en el sistema hidráulico. El techo del M-ATV posee una torreta capaz de montar armas como una ametralladora M240, un lanzagranadas Mk 19 o un BGM-71 TOW antitanque. Las armas del techo puede ser operadas desde la torreta o de forma remota en el interior de la cabina. El M-ATV también cuenta con modernos sistemas de seguridad tales como un control de tracción y frenos antibloqueo, además de comodidades como un sistema de climatización y tomas de corriente para cargar dispositivos electrónicos personales.